# True Blood (film)
True Blood è un film del 1989 scritto e diretto da Frank Kerr, interpretato da Jeff Fahey, Chad Lowe e Sherilyn Fenn.
Rifatto nel 1996 con il titolo Utol.

## Trama
Ray Trueblood, capo di una gang, viene accusato ingiustamente dell'omicidio di un poliziotto, costretto per questo a fuggire, abbandonando il fratello minore Donny. Dopo diversi anni Ray torna in città dove ritrova il fratello, ormai adulto, che si è alleato con Spider, l'uomo che anni prima l'aveva incastrato.